# 세르히오 리빙스토네

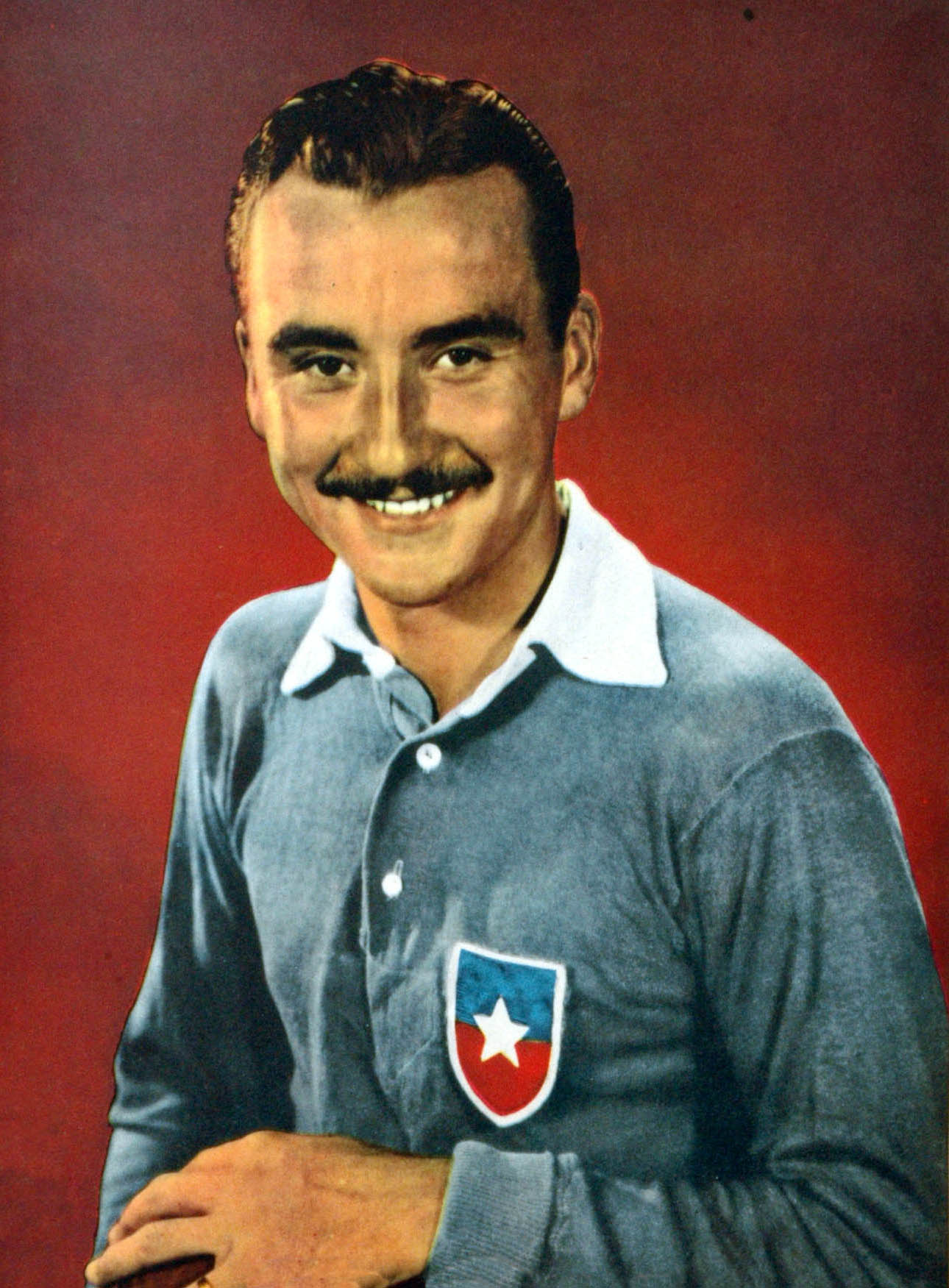

세르히오 리빙스토네(스페인어: Sergio Livingstone, 1920년 3월 26일 ~ 2012년 9월 11일)는 칠레의 전 축구 골키퍼였다. 본명은 세르히오 로베르토 리빙스토네 폴람메르(스페인어: Serjio Roberto Livingstone Pohlhammer)이고, 흔히 세르히오 리빙스토네로 잘 알려져 있다. 별명은 엘 사포(El Sapo, 두꺼비라는 뜻)였고, 은퇴 이후에는 저널리스트로 활동하였다.

## 약력
세르히오 리빙스토네는 1920년 3월 26일 산티아고에서 태어났다. 그의 집안은 스코틀랜드 이민의 후손이다. 아버지 존은 산티아고 국립 FC에서 활동하였다. 리빙스토네는 우니온 에스빠뇰라(Unión Española)에 가입했다.
리빙스토네는 칠레교황가톨릭대학교에 입학하였고, 법률 공부를 위해 자신이 좋아하던 축구를 포기했다. 하지만, 그는 대학교 내의 축구 팀에 들어간다.

## 축구인으로써의 삶
1941년, 그는 남아메리카 챔피언쉽에서 5-0으로 에콰도르를 누르고 칠레를 우승으로 이끌었다. 그는, 이를 계기로 데뷔했다.
1941년부터 1954년까지 리빙스토네는 52경기를 뛰었다. 1950년 FIFA 월드컵에 참가하기도 했다.

## 이후
2012년, 산티아고에서 별세하였다. 향년 92세.